# Hydriomena cromna
Hydriomena cromna är en fjärilsart som beskrevs av Druce 1893. Hydriomena cromna ingår i släktet Hydriomena och familjen mätare. Inga underarter finns listade i Catalogue of Life.